# Uengsterode
Uengsterode ist ein Stadtteil der Stadt Großalmerode im nordhessischen Werra-Meißner-Kreis.

## Geographie
Uengsterode liegt im Geo-Naturpark Frau-Holle-Land (Werratal.Meißner.Kaufunger Wald) etwa 3 km ostsüdöstlich der Kernstadt von Großalmerode – zwischen den Großalmeroder Ortsteilen Laudenbach im Südsüdwesten und Trubenhausen im Nordnordosten. Es befindet sich zwischen dem Hohen Meißner (753,6 m) im Südsüdosten, dem Heiligenberg (583,4 m) im Südosten, dem Hohekopf (539,4 m) im Westsüdwesten und dem Langenberg (565 m) im Nordnordwesten. Die Ortschaft wird vom Gelster-Zufluss Laudenbach durchflossen.

## Geschichte

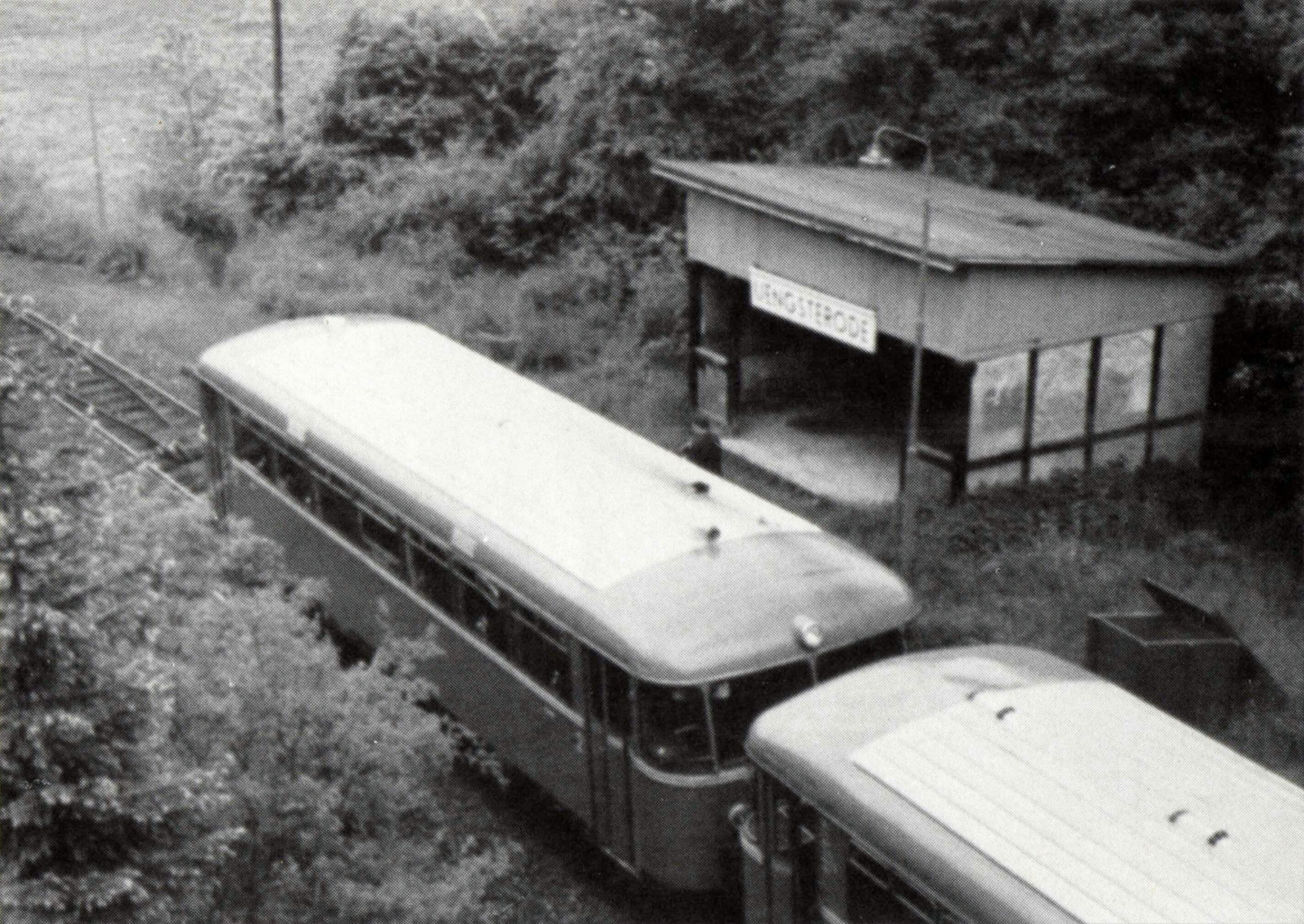
Ehemaliger Haltepunkt Uengsterode

Der Ort wurde erstmals im Jahre 1322 urkundlich erwähnt. Im Dorf existieren noch zwei Zeugnisse aus vergangener Zeit, nämlich ein Taufstein von 1687 und ein ehemaliger Gerichtsplatz mit runder Quadermauer sowie ein Sühnekreuz. Der Ort gehörte bis 1821 zum hessischen Amt Ludwigstein/Witzenhausen und danach zum Landkreis Witzenhausen. Während der französischen Besetzung gehörte der Ort zum Kanton Sooden im Königreich Westphalen (1807–1813).
Zum 1. Januar 1974 wurde die bis dahin selbständige Gemeinde Uengsterode im Zuge der Gebietsreform in Hessen kraft Landesgesetz in die Stadt Großalmerode eingegliedert. Für Uengsterode wie für alle nach Großalmerode eingegliederten Gemeinden sowie für die Kernstadt wurden Ortsbezirke mit Ortsbeirat und Ortsvorsteher nach der Hessischen Gemeindeordnung gebildet.

## Bevölkerung

### Einwohnerstruktur 2011
Nach den Erhebungen des Zensus 2011 lebten am Stichtag, dem 9. Mai 2011, in Uengsterode 366 Einwohner. Darunter waren 3 (0,8 %) Ausländer.
Nach dem Lebensalter waren 51 Einwohner unter 18 Jahren, 132 zwischen 18 und 49, 90 zwischen 50 und 64 und 87 Einwohner waren älter. Die Einwohner lebten in 159 Haushalten. Davon waren 39 Singlehaushalte, 51 Paare ohne Kinder und 51Paare mit Kindern, sowie 15 Alleinerziehende und 32 Wohngemeinschaften. In 39 Haushalten lebten ausschließlich Senioren und in 99 Haushaltungen lebten keine Senioren.

### Einwohnerentwicklung
| Quelle: Historisches Ortslexikon |                                                                    |
| • 1575/85:                       | 40 Hausgesesse                                                     |
| • 1625:                          | 46 Ackerleute und Köttner                                          |
| • 1681:                          | 44 Hausgesesse                                                     |
| • 1747:                          | 6 Mannschaften mit 64 Feuerstellen                                 |
| • 1961:                          | 386 evangelische (= 86,94 %), 51 katholische (= 11,49 %) Einwohner |

| Uengsterode: Einwohnerzahlen von 1771 bis 2019 | Uengsterode: Einwohnerzahlen von 1771 bis 2019 | Uengsterode: Einwohnerzahlen von 1771 bis 2019 | Uengsterode: Einwohnerzahlen von 1771 bis 2019 | Uengsterode: Einwohnerzahlen von 1771 bis 2019 |
| --- | ---------------------------------------------- | ---------------------------------------------- | ---------------------------------------------- | ---------------------------------------------- |
| Jahr |                                                |                                                |                                                | Einwohner                                      |
| 1771 | 1771                                           |                                                | 306                                            | 306                                            |
| 1800 | 1800                                           |                                                | ?                                              | ?                                              |
| 1834 | 1834                                           |                                                | 422                                            | 422                                            |
| 1840 | 1840                                           |                                                | 448                                            | 448                                            |
| 1846 | 1846                                           |                                                | 449                                            | 449                                            |
| 1852 | 1852                                           |                                                | 438                                            | 438                                            |
| 1858 | 1858                                           |                                                | 396                                            | 396                                            |
| 1864 | 1864                                           |                                                | 395                                            | 395                                            |
| 1871 | 1871                                           |                                                | 379                                            | 379                                            |
| 1875 | 1875                                           |                                                | 400                                            | 400                                            |
| 1885 | 1885                                           |                                                | 361                                            | 361                                            |
| 1895 | 1895                                           |                                                | 386                                            | 386                                            |
| 1905 | 1905                                           |                                                | 415                                            | 415                                            |
| 1910 | 1910                                           |                                                | 405                                            | 405                                            |
| 1925 | 1925                                           |                                                | 422                                            | 422                                            |
| 1939 | 1939                                           |                                                | 387                                            | 387                                            |
| 1946 | 1946                                           |                                                | 531                                            | 531                                            |
| 1950 | 1950                                           |                                                | 530                                            | 530                                            |
| 1956 | 1956                                           |                                                | 469                                            | 469                                            |
| 1961 | 1961                                           |                                                | 444                                            | 444                                            |
| 1967 | 1967                                           |                                                | 452                                            | 452                                            |
| 1970 | 1970                                           |                                                | 479                                            | 479                                            |
| 1980 | 1980                                           |                                                | ?                                              | ?                                              |
| 1990 | 1990                                           |                                                | ?                                              | ?                                              |
| 2000 | 2000                                           |                                                | ?                                              | ?                                              |
| 2009 | 2009                                           |                                                | 383                                            | 383                                            |
| 2011 | 2011                                           |                                                | 366                                            | 366                                            |
| 2019 | 2019                                           |                                                | 359                                            | 359                                            |
| Datenquelle: Historisches Gemeindeverzeichnis für Hessen: Die Bevölkerung der Gemeinden 1834 bis 1967. Wiesbaden: Hessisches Statistisches Landesamt, 1968. Weitere Quellen: bis 1970; Stadt Großalmerode; Zensus 2011 |                                                |                                                |                                                |                                                |

## Politik
Für Uengsterode besteht ein Ortsbezirk (Gebiete der ehemaligen Gemeinde Uengsterode) mit Ortsbeirat und Ortsvorsteher nach der Hessischen Gemeindeordnung.
Der Ortsbeirat besteht aus fünf Mitgliedern. Bei den Kommunalwahlen in Hessen 2021 betrug die Wahlbeteiligung zum Ortsbeirat 54,70 %. Alle Kandidaten gehörten der Liste „Zusammen für Uengsterode“ an. Der Ortsbeirat wählte Sven Ullmann zum Ortsvorsteher.

## Infrastruktur
Durch Uengsterode verläuft die Landesstraße 3238. Der nächste Bahnhof ist Witzenhausen Nord. Der Haltepunkt Uengsterode lag im Abschnitt Großalmerode–Trubenhausen der (stillgelegten) Gelstertalbahn; diese Bahnstrecke führte durch den ortsnahen Albslieder Tunnel. Der nächste Flughafen ist Kassel-Calden.

## Persönlichkeiten
Als die wohl bekannteste Tochter des Dorfs, Elisabeth Schönewolf, darf die Großmutter Erich Honeckers gelten; sie stammte aus Uengsterode. In Uengsterode geboren wurde der Physiker Ernst-August Müller.